# Потаниния
Потаниния (лат. Potaninia) — монотипный род цветковых растений семейства Розовые (Rosaceae). Единственный вид — Потаниния монгольская (Potaninia mongolica), распространённая в Китае и Монголии.

## Название

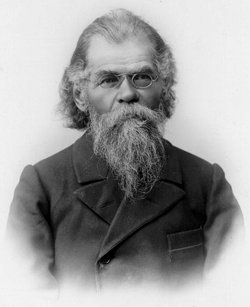
Г. Н. Потанин

Род и вид были описаны российским ботаником Карлом Ивановичем Максимовичем (1827—1891) в 1881 году.
Максимович назвал род в честь Григория Николаевича Потанина (1835—1920), российского путешественника, исследователя Сибири, Монголии, Китая и Тибета; географа, ботаника, этнографа, публициста и фольклориста.

## Ботаническое описание
Кустарнички высотой 30—40 см с толстым подземным стволом. Стебли — серо-коричневые, сильно разветвлённые, с шиповатыми отдельными веточками. Прилистники — полупрозрачные, овальной формы, сросшиеся с черешками листьев. Черешки жёсткие, неопадающие, похожие на шипы. Листья сложные, пальчатые; листовая пластинка состоит из трех или пяти мелких листочков (иногда из одного листочка).
Цветки — с прицветниками; мелкие (диаметром около 3 мм), одиночные, пазушные, двуполые; гипантий воронковидный. Чашелистиков три, они неопадающие, длиной около 1,5 мм, имеют треугольную форму. Лепестков три, они овальной формы, розовые или белые, опадающие, по размеру немного превосходят чашелистики (имеют длину около 1,5 мм). Тычинок также три, пестик один. Время цветения — с июня по сентябрь.
Плод — желтоватый цилиндрический орешек длиной около 2 мм. Время плодоношения — с августа по октябрь.

## Использование
Растение используется в качестве корма для скота.